# 凱爾文 (亞利桑那州)
凱爾文（英語：Kelvin）是位於美國亞利桑那州皮納爾縣的一個非建制地區。該地的面積和人口皆未知。

## 地理
凱爾文的座標為33°06′41″N 110°58′24″W / 33.11139°N 110.97333°W，而該地的平均海拔高度為558米（即1831英尺）。